# Liste des réacteurs à fusion nucléaire

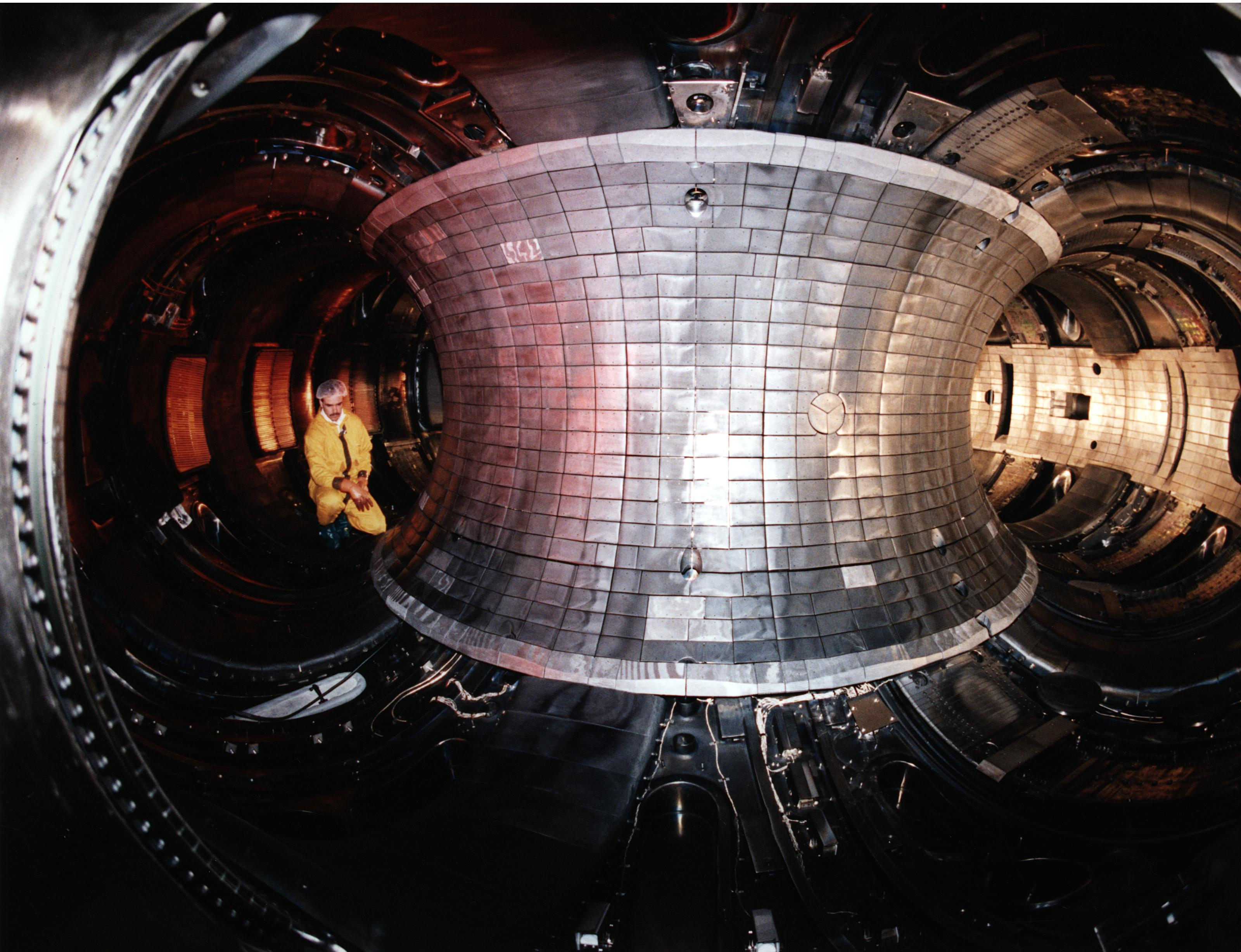
Chambre à plasma du TFTR, utilisée pour les expériences de fusion par confinement magnétique, qui a produit 11 MW de puissance de fusion en 1994.

La liste des réacteurs à fusion nucléaire recense les installations énergétiques basées sur la fusion nucléaire, classées selon leur type de confinement  du plasma : magnétique ou inertiel.

## Variantes de réacteurs à fusion
Les expérimentations visant à développer l'énergie de fusion sont invariablement effectuées avec des réacteurs dédiés qui peuvent être classés selon les principes qu'ils utilisent pour confiner le plasma et le maintenir à haute température. La principale distinction se situe entre le confinement magnétique et le confinement inertiel.
En confinement magnétique, la tendance du plasma chaud à se dilater est contrecarrée par la force de Lorentz entre les courants dans le plasma et les champs magnétiques produits par des bobines externes. Les densités de particules ont tendance à être de l'ordre de 1018 à 1022 m−3 et les dimensions linéaires dans la plage de 0,1 à 10 m. Les temps de confinement des particules et de l'énergie peuvent aller de moins d'une milliseconde à plus d'une seconde, mais la configuration elle-même est souvent maintenue grâce à l'apport de particules, d'énergie et de courant pendant des centaines ou des milliers de fois plus longues. Certains concepts sont capables de maintenir indéfiniment un plasma.
En revanche, avec le confinement inertiel, rien ne permet de contrecarrer l'expansion du plasma. Le temps de confinement est simplement le temps qu'il faut à la pression du plasma pour vaincre l'inertie des particules. Les densités ont tendance à être de l'ordre de 1031 à 1033  m-3 et le rayon du plasma compris entre 1 et 100 micromètres. Ces conditions sont obtenues en irradiant une pastille solide de taille millimétrique avec un laser nanoseconde ou une impulsion ionique. La couche externe de la pastille est ablatée, fournissant une force de réaction qui comprime les 10% centraux du carburant par un facteur de 10 ou 20 à 103 ou 104 fois la densité solide. Ces microplasmas se dispersent en un temps mesuré en nanosecondes. Pour un réacteur de puissance à fusion, un taux de répétition de plusieurs par seconde sera nécessaire.

## Confinement magnétique

### Chambre toroïdale

#### Tokamak
| Nom                                                                     | Statut                   | Construc.  | Service           | Lieu               | Organisation                                                           | Rayon Maj/Min  | B-field | Courant Plasma | Note                                                                                            | Image                                                                             |
| ----------------------------------------------------------------------- | ------------------------ | ---------- | ----------------- | ------------------ | ---------------------------------------------------------------------- | -------------- | ------- | -------------- | ----------------------------------------------------------------------------------------------- | --------------------------------------------------------------------------------- |
| T-1 (Tokamak-1)                                                         | Arrêt                    | 1957       | 1957-1959         | Moscou             | Institut Kourtchatov (Labo. n°2)                                       | 0.625 m/0.13 m | 1 T     | 0.04 MA        | Premier tokamak                                                                                 | T-1                                                                               |
| T-2                                                                     | Transformé →FT-1         | 1959       | 1960-1970         | Moscou             | Institut Kourtchatov                                                   | 0.62 m/0.22 m  | 2.5 T   | 0.06 MA        |                                                                                                 |                                                                                   |
| T-3                                                                     | Transformé →T-4          | 1960       | 1962-?            | Moscou             | Institut Kourtchatov                                                   | 1 m/0.12 m     | 2.5 T   | 0.06 MA        |                                                                                                 |                                                                                   |
| T-5                                                                     | Arrêt                    | ?          | 1962-1970         | Moscou             | Institut Kourtchatov                                                   | 0.625 m/0.15 m | 1.2 T   | 0.06 MA        |                                                                                                 |                                                                                   |
| TM-1                                                                    | Arrêt                    | ?          | ?                 | Moscou             | Institut Kourtchatov                                                   |                |         |                |                                                                                                 |                                                                                   |
| TM-2                                                                    | Arrêt                    | ?          | 1965              | Moscou             | Institut Kourtchatov                                                   |                |         |                |                                                                                                 |                                                                                   |
| TM-3                                                                    | Arrêt                    | ?          | 1970              | Moscou             | Institut Kourtchatov                                                   |                |         |                |                                                                                                 |                                                                                   |
| FT-1                                                                    | Transformé →CASTOR       | T-2        | 1972-2002         | Leningrad          | Institut Ioffe                                                         | 0.62 m/0.22 m  | 1.2 T   | 0.05 MA        |                                                                                                 |                                                                                   |
| ST (Symmetric Tokamak)                                                  | Arrêt                    |            | 1970-1974         | Princeton          | Laboratoire de physique des plasmas de Princeton                       | 1.09 m/0.13 m  | 5.0 T   | 0.13 MA        | Converti à partir stellarator Model C                                                           |                                                                                   |
| T-6                                                                     | Arrêt                    | ?          | 1970-1974         | Moscou             | Institut Kourtchatov                                                   | 0.7 m/0.25 m   | 1.5 T   | 0.22 MA        |                                                                                                 |                                                                                   |
| TUMAN-2, 2A                                                             | Arrêt                    | ?          | 1971-1985         | Leningrad          | Institut Ioffe                                                         | 0.4 m/0.08 m   | 1.5 T   | 0.012 MA       |                                                                                                 |                                                                                   |
| ORMAK (Oak Ridge tokaMAK)                                               | Arrêt                    |            | 1971-1976         | Oak Ridge          | Laboratoire national d'Oak Ridge                                       | 0.8 m/0.23 m   | 2.5 T   | 0.34 MA        | Premier à atteindre 20 MK                                                                       | ORMAK plasma vessel                                                               |
| Doublet II                                                              | Arrêt                    |            | 1972-1974         | San Diego          | General Atomics                                                        | 0.63 m/0.08 m  | 0.95 T  | 0.21 MA        |                                                                                                 |                                                                                   |
| ATC (Adiabatic Toroidal Compressor)                                     | Arrêt                    | 1971-1972  | 1972-1976         | Princeton          | Laboratoire de physique des plasmas de Princeton                       | 0.88 m/0.11 m  | 2 T     | 0.05 MA        | Démonstration du chauffage du plasma par compression                                            | Schematic of ATC                                                                  |
| T-9                                                                     | Arrêt                    | ?          | 1972-1977         | Moscou             | Institut Kourtchatov                                                   | 0.36 m/0.07 m  | 1 T     |                |                                                                                                 |                                                                                   |
| TO-1                                                                    | Arrêt                    | ?          | 1972-1978         | Moscou             | Institut Kourtchatov                                                   | 0.6 m/0.13 m   | 1.5 T   | 0.07 MA        |                                                                                                 |                                                                                   |
| Alcator A (Alto Campo Toro)                                             | Arrêt                    |            | 1972-1978         | Cambridge          | Massachusetts Institute of Technology                                  | 0.54 m/0.10 m  | 9.0 T   | 0.3 MA         |                                                                                                 |                                                                                   |
| JFT-2 (JAERI Fusion Torus 2)                                            | Arrêt                    | ?          | 1972-1982         | Naka               | Institut de recherche sur l'énergie atomique                           | 0.9 m/0.25 m   | 1.8 T   | 0.25 MA        |                                                                                                 |                                                                                   |
| TFR (Tokamak de Fontenay-aux-Roses)                                     | Arrêt                    |            | 1973-1984         | Fontenay-aux-Roses | Commissariat à l'énergie atomique                                      | 1 m/0.2 m      | 6 T     | 0.49           |                                                                                                 |                                                                                   |
| Turbulent Tokamak Frascati                                              | Arrêt                    | ?          | 1973              | Frascati           | Comité national pour l'énergie nucléaire                               | 0.3 m/0.04 m   | 1 T     | 0.005 MA       |                                                                                                 |                                                                                   |
| Pulsator                                                                | Arrêt                    | 1970-1973  | 1973-1979         | Garching           | Institut Max-Planck de physique des plasmas                            | 0.7 m/0.12 m   | 2.7 T   | 0.125 MA       |                                                                                                 |                                                                                   |
| T-4                                                                     | Arrêt                    | T-3        | 1974-1978         | Moscou             | Institut Kourtchatov                                                   | 0.9 m/0.16 m   | 5 T     | 0.3 MA         |                                                                                                 |                                                                                   |
| Doublet IIA                                                             | Arrêt                    |            | 1974-1986         | San Diego          | General Atomics                                                        | 0.66 m/0.15 m  | 0.76 T  | 0.35 MA        |                                                                                                 |                                                                                   |
| PETULA-B                                                                | Arrêt                    |            | 1974-1986         | Grenoble           | Commissariat à l'énergie atomique                                      |                |         |                |                                                                                                 |                                                                                   |
| T-10                                                                    | Opérationnel             |            | 1975-             | Moscou             | Institut Kourtchatov                                                   | 1.50 m/0.37 m  | 4 T     | 0.8 MA         | Le plus grand tokamak de son temps                                                              | Model of the T-10                                                                 |
| T-11                                                                    | Arrêt                    | ?          | 1975-1984         | Moscou             | Institut Kourtchatov                                                   | 0.7 m/0.25 m   | 1 T     |                |                                                                                                 |                                                                                   |
| PLT (Princeton Large Torus)                                             | Arrêt                    |            | 1975-1986         | Princeton          | Laboratoire de physique des plasmas de Princeton                       | 1.32 m/0.4 m   | 4 T     | 0.7 MA         | Premier à atteindre 1 MA de courant                                                             | Construction of the Princeton Large Torus                                         |
| Divertor Injection Tokamak Experiment (DITE)                            | Arrêt                    |            | 1975–1989         | Culham             | Centre de Culham pour l'énergie de fusion                              | 1,17 m/0,27 m  | 2,7 T   | 0,26 MA        |                                                                                                 |                                                                                   |
| JIPP T-II                                                               | Arrêt                    | ?          | 1976              | Nagoya             | Université de Nagoya                                                   | 0,91 m/0,17 m  | 3 T     | 0,16 MA        |                                                                                                 |                                                                                   |
| TNT-A                                                                   | Arrêt                    | ?          | 1976              | Tokyo              | Université de Tokyo                                                    | 0,4 m/0,09 m   | 0,42 T  | 0,02 MA        |                                                                                                 |                                                                                   |
| T-8 (Tokamak-8)                                                         | Arrêt                    | ?          | 1976–?            | Moscou             | Institut Kourtchatov                                                   | 0,28 m/0,048 m | 0,9 T   | 0,024 MA       |                                                                                                 |                                                                                   |
| Microtor                                                                | Arrêt                    | ?          | 1976–1983?        | Los Angeles        | Université de Californie                                               | 0,3 m/0,1 m    | 2,5 T   | 0,12 MA        |                                                                                                 |                                                                                   |
| Macrotor                                                                | Arrêt                    | ?          | 1970s–80s         | Los Angeles        | Université de Californie                                               | 0,9 m/0,4 m    | 0,4 T   | 0,1 MA         |                                                                                                 |                                                                                   |
| TUMAN-3                                                                 | Opérationnel             | ?          | 1977– (1990–, 3M) | Leningrad          | Institut Ioffe                                                         | 0,55 m/0,23 m  | 3 T     | 0,18 MA        |                                                                                                 |                                                                                   |
| Thor                                                                    | Arrêt                    |            | ?                 | Milan              | Université de Milan                                                    | 0,52 m/0,195 m | 1 T     | 0,055 MA       |                                                                                                 |                                                                                   |
| FT (Frascati Tokamak)                                                   | Arrêt                    |            | 1978              | Frascati           | Comité national pour l'énergie nucléaire                               | 0,83 m/0,20 m  | 10 T    | 0,8 MA         |                                                                                                 |                                                                                   |
| PDX (Poloidal Divertor Experiment)                                      | Arrêt                    | ?          | 1978–1983         | Princeton          | Princeton Plasma Physics Laboratory                                    | 1,4 m/0,4 m    | 2,4 T   | 0,5 MA         |                                                                                                 |                                                                                   |
| ISX-B                                                                   | Arrêt                    | ?          | 1978-?            | Oak Ridge          | Laboratoire national d'Oak Ridge                                       | 0.93 m/0.27 m  | 1.8 T   | 0.2 MA         | Bobines supraconductrices                                                                       |                                                                                   |
| Doublet III                                                             | Arrêt                    |            | 1978–1985         | San Diego          | General Atomics                                                        | 1,45 m/0,45 m  | 2,6 T   | 0,61 MA        |                                                                                                 |                                                                                   |
| T-12 (Tokamak-12)                                                       | Arrêt                    | ?          | 1978–1985         | Moscou             | Institut Kourtchatov                                                   | 0,36 m/0,08 m  | 1 T     | 0,03 MA        |                                                                                                 |                                                                                   |
| Alcator C (Alto Campo Toro)                                             | Arrêt                    | ?          | 1978–1986         | Cambridge          | Massachusetts Institute of Technology                                  | 0,64 m/0,16 m  | 13 T    | 0,8 MA         |                                                                                                 |                                                                                   |
| T-7 (Tokamak-7)                                                         | Transformé →HT-7         | ?          | 1979–1985         | Moscou             | Institut Kourtchatov                                                   | 1,2 m/0,31 m   | 3 T     | 0,3 MA         | Premier tokamak doté de bobines de champ toroïdal supraconductrices                             |                                                                                   |
| ASDEX (Axially Symmetric Divertor Experiment)                           | Transformé →HL-2A        |            | 1980-1990         | Garching           | Institut Max-Planck de physique des plasmas                            | 1.65 m/0.4 m   | 2.8 T   | 0.5 MA         | Découverte du H-mode en 1982                                                                    |                                                                                   |
| TEXTOR (Tokamak Experiment for Technology Oriented Research),           | Arrêt                    | 1976-1980  | 1981-2013         | Juliers            | Centre de recherche de Juliers                                         | 1.75 m/0.47 m  | 2.8 T   | 0.8 MA         | Etude des interactions plasma-paroi                                                             |                                                                                   |
| TFTR (Tokamak Fusion Test Reactor)                                      | Arrêt                    | 1980-1982  | 1982-1997         | Princeton          | Laboratoire de physique des plasmas de Princeton                       | 2.4 m/0.8 m    | 6 T     | 3 MA           | Atteint la puissance record de 10,7 MW et température de 510 MK                                 | TFTR plasma vessel                                                                |
| JET (Joint European Torus)                                              | Opérationnel             | 1978-1983  | 1983-             | Culham             | Centre de Culham pour l'énergie de fusion                              | 2.96 m/0.96 m  | 4 T     | 7 MA           | Record pour la puissance de sortie 16,1 MW                                                      | JET in 1991                                                                       |
| Novillo,                                                                | Arrêt                    | NOVA-II    | 1983-2004         | Mexico             | Instituto Nacional de Investigaciones Nucleares (es)                   | 0.23 m/0.06 m  | 1 T     | 0.01 MA        | Etude des interactions plasma-paroi                                                             |                                                                                   |
| JT-60 (Japan Torus-60)                                                  | Transformé →JT-60SA      |            | 1985-2010         | Naka               | Institut de recherche sur l'énergie atomique                           | 3.4 m/1.0 m    | 4 T     | 3 MA           | High-beta steady-state operation, highest fusion triple product                                 |                                                                                   |
| DIII-D                                                                  | Opérationnel             | 1986       | 1986-             | San Diego          | General Atomics                                                        | 1.67 m/0.67 m  | 2.2 T   | 3 MA           | Tokamak Optimization                                                                            | DIII-D vacuum vessel                                                              |
| STOR-M (Saskatchewan Torus-Modified)                                    | Opérationnel             |            | 1987-             | Saskatoon          | Université de la Saskatchewan                                          | 0.46 m/0.125 m | 1 T     | 0.06 MA        | Study plasma heating and anomalous transport                                                    |                                                                                   |
| T-15                                                                    | Transformé →T-15MD       | 1983-1988  | 1988-1995         | Moscou             | Institut Kourtchatov                                                   | 2.43 m/0.7 m   | 3.6 T   | 1 MA           | First superconducting tokamak                                                                   | T-15 on a stamp                                                                   |
| Tore Supra                                                              | Transformé →WEST         |            | 1988-2011         | Cadarache          | Commissariat à l'énergie atomique                                      | 2.25 m/0.7 m   | 4.5 T   | 2 MA           | Tokamak supraconducteur avec refroidissement actif                                              |                                                                                   |
| ADITYA                                                                  | Opérationnel             |            | 1989-             | Gandhinagar        | Institute for Plasma Research (en)                                     | 0.75 m/0.25 m  | 1.2 T   | 0.25 MA        |                                                                                                 |                                                                                   |
| COMPASS (COMPact ASSembly),                                             | Opérationnel             | 1980-      | 1989-             | Prague             | Institute of Plasma Physics AS CR                                      | 0.56 m/0.23 m  | 2.1 T   | 0.32 MA        |                                                                                                 | COMPASS plasma chamber                                                            |
| FTU (Frascati Tokamak Upgrade)                                          | Opérationnel             |            | 1990-             | Frascati           | ENEA                                                                   | 0.935 m/0.35 m | 8 T     | 1.6 MA         |                                                                                                 |                                                                                   |
| START (Small Tight Aspect Ratio Tokamak)                                | Arrêt                    |            | 1990-1998         | Culham             | Centre de Culham pour l'énergie de fusion                              | 0.3 m/?        | 0.5 T   | 0.31 MA        | Premier Tokamak                                                                                 |                                                                                   |
| ASDEX Upgrade (Axially Symmetric Divertor Experiment)                   | Opérationnel             |            | 1991-             | Garching           | Institut Max-Planck de physique des plasmas                            | 1.65 m/0.5 m   | 2.6 T   | 1.4 MA         |                                                                                                 | ASDEX Upgrade plasma vessel segment                                               |
| Alcator C-Mod (Alto Campo Toro)                                         | Opérationnel             | 1986-      | 1991-2016         | Cambridge          | Massachusetts Institute of Technology                                  | 0.68 m/0.22 m  | 8 T     | 2 MA           | Record plasma pressure 2,05 bar                                                                 | Alcator C-Mod plasma vessel                                                       |
| ISTTOK (Instituto Superior Técnico TOKamak)                             | Opérationnel             |            | 1992-             | Lisbonne           | Instituto Superior Técnico                                             | 0.46 m/0.085 m | 2.8 T   | 0.01 MA        |                                                                                                 |                                                                                   |
| TCV (Tokamak à Configuration Variable)                                  | Opérationnel             |            | 1992-             | Lausanne           | École Polytechnique Fédérale de Lausanne                               | 0.88 m/0.25 m  | 1.43 T  | 1.2 MA         | Études du confinement                                                                           | TCV plasma vessel                                                                 |
| HBT-EP (High Beta Tokamak-Extended Pulse)                               | Opérationnel             |            | 1993-             | New York           | Université Columbia Plasma Physics Laboratory                          | 0.92 m/0.15 m  | 0.35 T  | 0.03 MA        | High-Beta tokamak                                                                               | HBT-EP sketch                                                                     |
| HT-7 (Hefei Tokamak-7)                                                  | Arrêt                    | 1991-1994  | 1995-2013         | Hefei              | Institut des sciences physiques de Hefei                               | 1.22 m/0.27 m  | 2 T     | 0.2 MA         | China's first superconducting tokamak                                                           |                                                                                   |
| Pegasus Toroidal Experiment                                             | Opérationnel             | ?          | 1996-             | Madison            | Université du Wisconsin–Madison                                        | 0.45 m/0.4 m   | 0.18 T  | 0.3 MA         | Extremely low aspect ratio                                                                      | Pegasus Toroidal Experiment                                                       |
| TCABR (Tokamak Chauffage Alfvén Brésilien)                              | Opérationnel             | 1980-1999  | 1999-             | São Paulo          | Université de São Paulo                                                | 0,615 m/0,18 m | 1,1 T   | 0,10 MA        | Plus important tokamak de l'hémisphère sud                                                      |                                                                                   |
| NSTX (National Spherical Torus Experiment (en))                         | Opérationnel             |            | 1999-             | Princeton          | Laboratoire de physique des plasmas de Princeton                       | 0.85 m/0.68 m  | 0.3 T   | 2 MA           | Étude du concept de tokamak spherique                                                           | National Spherical Torus Experiment                                               |
| ET (Electric Tokamak)                                                   | Transformé →ETPD         | 1998       | 1999-2006         | Los Angeles        | Université de Californie à Los Angeles                                 | 5 m/1 m        | 0.25 T  | 0.045 MA       | Largest tokamak of its time                                                                     | The Electric Tokamak.jpg                                                          |
| CDX-U (Current Drive Experiment-Upgrade)                                | Transformé →LTX          |            | 2000-2005         | Princeton          | Laboratoire de physique des plasmas de Princeton                       | 0.3 m/? m      | 0.23 T  | 0.03 MA        | Study Lithium in plasma walls                                                                   | CDX-U setup                                                                       |
| MAST (Mega-Ampere Spherical Tokamak)                                    | Transformé →MAST-Upgrade | 1997-1999  | 2000-2013         | Culham             | Centre de Culham pour l'énergie de fusion                              | 0.85 m/0.65 m  | 0.55 T  | 1.35 MA        | Investigate spherical tokamak for fusion                                                        | Plasma in MAST                                                                    |
| HL-2A                                                                   | Transformé →HL-2M        | 2000-2002  | 2002-2018         | Chengdu            | Southwestern Institute of Physics                                      | 1.65 m/0.4 m   | 2.7 T   | 0.43 MA        | H-mode physics, ELM mitigation                                                                  |                                                                                   |
| SST-1 (Steady State Superconducting Tokamak)                            | Opérationnel             | 2001-      | 2005-             | Gandhinagar        | Institute for Plasma Research                                          | 1.1 m/0.2 m    | 3 T     | 0.22 MA        | Produce a 1 000 s elongated double null divertor plasma                                         |                                                                                   |
| EAST (Experimental Advanced Superconducting Tokamak)                    | Opérationnel             | 2000-2005  | 2006-             | Hefei              | Institut des sciences physiques de Hefei                               | 1.85 m/0.43 m  | 3.5 T   | 0.5 MA         | H-Mode plasma for over 100 s at 50 MK                                                           | EAST plasma vessel                                                                |
| J-TEXT (Joint Texas EXperimental Tokamak)                               | Opérationnel             |            | 2007-             | Wuhan              | Huazhong University of Science and Technology                          | 1.05 m/0.26 m  | 2.0 T   | 0.2 MA         | Develop plasma control                                                                          |                                                                                   |
| KSTAR (Korea Superconducting Tokamak Advanced Research)                 | Opérationnel             | 1998-2007  | 2008-             | Daejeon            | National Fusion Research Institute                                     | 1.8 m/0.5 m    | 3.5 T   | 2 MA           | Tokamak with fully superconducting magnets, 20 s-long operation at 100 MK                       | KSTAR                                                                             |
| LTX (Lithium Tokamak Experiment)                                        | Opérationnel             | 2005-2008  | 2008-             | Princeton          | Laboratoire de physique des plasmas de Princeton                       | 0.4 m/? m      | 0.4 T   | 0.4 MA         | Study Lithium in plasma walls                                                                   | Lithium Tokamak Experiment plasma vessel                                          |
| QUEST (Q-shu University Experiment with Steady-State Spherical Tokamak) | Opérationnel             |            | 2008-             | Kasuga             | Université de Kyūshū                                                   | 0.68 m/0.4 m   | 0.25 T  | 0.02 MA        | Study steady state operation of a Spherical Tokamak                                             | QUEST                                                                             |
| KTM (Kazakhstan Tokamak for Material testing)                           | Opérationnel             | 2000-2010  | 2010-             | Kourtchatov        | Centre nucléaire national du Kazakhstan                                | 0.86 m/0.43 m  | 1 T     | 0.75 MA        | Testing of wall and divertor                                                                    |                                                                                   |
| ST25-HTS                                                                | Opérationnel             | 2012-2015  | 2015-             | Culham             | Tokamak Energy Ltd                                                     | 0.25 m/0.125 m | 0.1 T   | 0.02 MA        | Steady state plasma                                                                             | ST25-HTS with plasma                                                              |
| WEST (Tungsten Environment in Steady-state Tokamak)                     | Opérationnel             | 2013-2016  | 2016-             | Cadarache          | Commissariat à l'énergie atomique                                      | 2.5 m/0.5 m    | 3.7 T   | 1 MA           | Converti à partir du Tore Supra, Superconducting tokamak with active cooling                    | WEST design                                                                       |
| ST40                                                                    | Opérationnel             | 2017-2018  | 2018-             | Didcot             | Tokamak Energy Ltd                                                     | 0.4 m/0.3 m    | 3 T     | 2 MA           | First high field spherical tokamak                                                              | ST40 engineering drawing                                                          |
| MAST-U (Mega-Ampere Spherical Tokamak Upgrade)                          | Opérationnel             | 2013-2019  | 2020-             | Culham             | Centre de Culham pour l'énergie de fusion                              | 0.85 m/0.65 m  | 0.92 T  | 2 MA           | Test new exhaust concepts for a spherical tokamak                                               |                                                                                   |
| HL-2M                                                                   | Opérationnel             | 2018-2019  | 2020-             | Leshan             | Southwestern Institute of Physics                                      | 1.78 m/0.65 m  | 2.2 T   | 1.2 MA         | Elongated plasma with 200 MK                                                                    |                                                                                   |
| JT-60SA (Japan Torus-60 super advanced)                                 | Opérationnel             | 2013-2020  | 2023-             | Naka               | Agence japonaise de l'énergie atomique                                 | 2.96 m/1.18 m  | 2.25 T  | 5.5 MA         | Optimise plasma configurations for ITER and DEMO with full non-inductive steady-state operation | panorama of JT-60SA                                                               |
| T-15MD                                                                  | En construction          | 2010-2020  | 2021-             | Moscou             | Institut Kourtchatov                                                   | 1.48 m/0.67 m  | 2 T     | 2 MA           | Étude du concept réacteur nucléaire hybride fusion fission                                      | T-15MD coil system                                                                |
| ITER                                                                    | En construction          | 2013-2025? | 2025?             | Cadarache          | Conseil ITER                                                           | 6.2 m/2.0 m    | 5.3 T   | 15 MA ?        | Démonstration de la faisabilité d'un réacteur de 500 MW                                         | Small-scale model of ITER                                                         |
| DTT (Divertor Tokamak Test (it)),                                       | Prévu                    | 2022-2025? | 2025?             | Frascati           | ENEA                                                                   | 2.14 m/0.70 m  | 6 T ?   | 5.5 MA ?       | Superconducting tokamak to study power exhaust                                                  |                                                                                   |
| SPARC,                                                                  | Prévu                    | 2021-?     | 2025?             |                    | Commonwealth Fusion Systems, MIT Plasma Science and Fusion Center (en) | 1.85 m/0.57 m  | 12.2 T  | 8.7 MA         | Compact, high-field tokamak with ReBCO coils and 100 MW planned fusion power                    |                                                                                   |
| IGNITOR                                                                 | Prévu                    | ?          | >2024             | Troitzk            | ENEA                                                                   | 1.32 m/0.47 m  | 13 T    | 11 MA ?        | Compact fustion reactor with self-sustained plasma and 100 MW of planned fusion power           |                                                                                   |
| CFETR (China Fusion Engineering Test Reactor)                           | Prévu                    | 2020?      | 2030?             |                    | Institute of Plasma Physics, Académie chinoise des sciences            | 5,7 m/1,6 m ?  | 5 T ?   | 10 MA ?        | Bridge gaps between ITER and DEMO, planned fusion power 1 000 MW                                |                                                                                   |
| STEP (Spherical Tokamak for Energy Production)                          | Prévu                    | 2032?      | 2040?             | Culham             | Centre de Culham pour l'énergie de fusion                              | 3 m/2 m ?      | ?       | ?              | Tokamak sphérique                                                                               |                                                                                   |
| K-DEMO (Korean fusion demonstration tokamak reactor)                    | Prévu                    | 2037?      |                   |                    | National Fusion Research Institute                                     | 6,8 m/2,1 m    | 7 T     | 12 MA ?        | Prototype pour un réacteur à fusion commercial de 2200 MW.                                      | Engineering drawing of planned KDEMO                                              |
| DEMO (DEMOnstration Power Station)                                      | Prévu                    | 2031?      | 2044?             | ?                  |                                                                        | 9 m/3 m ?      | 6 T ?   | 20 MA ?        | Prototype pour un réacteur à fusion commercial                                                  | Schematic of a DEMO nucelar fusion power plant with around 2-4 GW of fusion power |

#### Stellarator
| Nom                                                          | Statut            | Construc.        | Service   | Type                                  | Lieu       | Organisation                                                                                       | Major/Minor Radius | B-field | Purpose                                                              | Image                                     |
| ------------------------------------------------------------ | ----------------- | ---------------- | --------- | ------------------------------------- | ---------- | -------------------------------------------------------------------------------------------------- | ------------------ | ------- | -------------------------------------------------------------------- | ----------------------------------------- |
| Model A                                                      | Arrêt             | 1952-1953        | 1953-?    | Schéma en 8                           | Princeton  | Laboratoire de physique des plasmas de Princeton                                                   | 0.3 m/0.02 m       | 0.1 T   | Premier stellarator                                                  |                                           |
| Model B                                                      | Arrêt             | 1953-1954        | 1954-1959 | Schéma en 8                           | Princeton  | Laboratoire de physique des plasmas de Princeton                                                   | 0.3 m/0.02 m       | 5 T     | Development of plasma diagnostics                                    |                                           |
| Model B-1                                                    | Arrêt             |                  | ?-1959    | Schéma en 8                           | Princeton  | Laboratoire de physique des plasmas de Princeton                                                   | 0.25 m/0.02 m      | 5 T     | Yielded 1 MK plasma temperatures                                     |                                           |
| Model B-2                                                    | Arrêt             |                  | 1957      | Schéma en 8                           | Princeton  | Laboratoire de physique des plasmas de Princeton                                                   | 0.3 m/0.02 m       | 5 T     | Electron temperatures up to 10 MK                                    |                                           |
| Model B-3                                                    | Arrêt             | 1957             | 1958-     | Schéma en 8                           | Princeton  | Laboratoire de physique des plasmas de Princeton                                                   | 0.4 m/0.02 m       | 4 T     | Last figure-8 device, confinement studies of ohmically heated plasma |                                           |
| Model B-64                                                   | Arrêt             | 1955             | 1955      | Square                                | Princeton  | Laboratoire de physique des plasmas de Princeton                                                   | ? m/0.05 m         | 1.8 T   |                                                                      |                                           |
| Model B-65                                                   | Arrêt             | 1957             | 1957      | Racetrack                             | Princeton  | Laboratoire de physique des plasmas de Princeton                                                   |                    |         |                                                                      |                                           |
| Model B-66                                                   | Arrêt             | 1958             | 1958-?    | Racetrack                             | Princeton  | Laboratoire de physique des plasmas de Princeton                                                   |                    |         |                                                                      |                                           |
| Wendelstein 1-A                                              | Arrêt             |                  | 1960      | Racetrack                             | Garching   | Institut Max-Planck de physique des plasmas                                                        | 0.35 m/0.02 m      | 2 T     | ℓ=3                                                                  |                                           |
| Wendelstein 1-B                                              | Arrêt             |                  | 1960      | Racetrack                             | Garching   | Institut Max-Planck de physique des plasmas                                                        | 0.35 m/0.02 m      | 2 T     | ℓ=2                                                                  |                                           |
| Model C                                                      | Transformé →ST    | 1957-1962        | 1962-1969 | Racetrack                             | Princeton  | Laboratoire de physique des plasmas de Princeton                                                   | 1.9 m/0.07 m       | 3.5 T   | Found large plasma losses by Bohm diffusion                          |                                           |
| L-1                                                          | Arrêt             | 1963             | 1963-1971 |                                       | Moscou     | Institut de physique Lebedev                                                                       | 0.6 m/0.05 m       | 1 T     |                                                                      |                                           |
| SIRIUS                                                       | Arrêt             |                  | 1964-?    |                                       | Kharkov    | Institut national de physique et de technologie de Kharkiv (Labo. n°1)                             |                    |         |                                                                      |                                           |
| TOR-1                                                        | Arrêt             | 1967             | 1967-1973 |                                       | Moscou     | Institut de physique Lebedev                                                                       | 0.6 m/0.05 m       | 1 T     |                                                                      |                                           |
| TOR-2                                                        | Arrêt             | ?                | 1967-1973 |                                       | Moscou     | Institut de physique Lebedev                                                                       | 0.63 m/0.036 m     | 2.5 T   |                                                                      |                                           |
| Wendelstein 2-A                                              | Arrêt             | 1965-1968        | 1968-1974 | Heliotron                             | Garching   | Institut Max-Planck de physique des plasmas                                                        | 0.5 m/0.05 m       | 0.6 T   | Good plasma confinement “Munich mystery”                             | Wendelstein 2-A                           |
| Wendelstein 2-B                                              | Arrêt             | ?-1970           | 1971-?    | Heliotron                             | Garching   | Institut Max-Planck de physique des plasmas                                                        | 0.5 m/0.055 m      | 1.25 T  | Demonstrated similar performance as tokamaks                         | Wendelstein 2-B                           |
| L-2                                                          | Arrêt             | ?                | 1975-?    |                                       | Moscou     | Institut de physique Lebedev                                                                       | 1 m/0.11 m         | 2.0 T   |                                                                      |                                           |
| WEGA                                                         | Transformé →HIDRA | 1972-1975        | 1975-2013 | Classical stellarator                 | Grenoble   | Commissariat à l'énergie atomique Institut Max-Planck de physique des plasmas                      | 0.72 m/0.15 m      | 1.4 T   | Test lower hybrid heating                                            | WEGA                                      |
| Wendelstein 7-A                                              | Arrêt             | ?                | 1975-1985 | Classical stellarator                 | Garching   | Institut Max-Planck de physique des plasmas                                                        | 2 m/0.1 m          | 3.5 T   | First "pure" stellarator without plasma current                      |                                           |
| Heliotron-E                                                  | Arrêt             | ?                | 1980-?    | Heliotron                             |            | | 2.2 m/0.2 m        | 1.9 T   |                                                                      |                                           |
| Heliotron-DR                                                 | Arrêt             | ?                | 1981-?    | Heliotron                             |            | | 0.9 m/0.07 m       | 0.6 T   |                                                                      |                                           |
| Uragan-3M                                                    | Opérationnel      | ?                | 1982-?    | Torsatron                             | / Kharkov  | Institut national de physique et de technologie de Kharkiv                                         | 1.0 m/0.12 m       | 1.3 T   | ?                                                                    |                                           |
| Auburn Torsatron (AT)                                        | Arrêt             | ?                | 1984-1990 | Torsatron                             | Auburn     | Université d'Auburn                                                                                | 0.58 m/0.14 m      | 0.2 T   |                                                                      | Auburn Torsatron                          |
| Wendelstein 7-AS (de)                                        | Arrêt             | 1982-1988        | 1988-2002 | Modular, advanced stellarator         | Garching   | Institut Max-Planck de physique des plasmas                                                        | 2 m/0.13 m         | 2.6 T   | First H-mode in a stellarator in 1992                                | Wendelstein 7-AS                          |
| Advanced Toroidal Facility (ATF)                             | Arrêt             | 1984-1988        | 1988-?    | Torsatron                             | Oak Ridge  | Laboratoire national d'Oak Ridge                                                                   | 2.1 m/0.27 m       | 2.0 T   | High-beta operation                                                  |                                           |
| Compact Helical System (CHS)                                 | Arrêt             | ?                | 1989-?    | Heliotron                             | Toki       | National Institute for Fusion Science                                                              | 1 m/0.2 m          | 1.5 T   |                                                                      |                                           |
| Compact Auburn Torsatron (CAT)                               | Arrêt             | ?-1990           | 1990-2000 | Torsatron                             | Auburn     | Université d'Auburn                                                                                | 0.53 m/0.11 m      | 0.1 T   | Study magnetic flux surfaces                                         | Compact Auburn Torsatron                  |
| H-1NF                                                        | Opérationnel      |                  | 1992-     | Heliac                                | Canberra   | Research School of Physical Sciences and Engineering, Université nationale australienne            | 1.0 m/0.19 m       | 0.5 T   |                                                                      | H-1NF plasma vessel                       |
| TJ-K                                                         | Opérationnel      | TJ-IU            | 1994-     | Torsatron                             | Stuttgart  | Université de Stuttgart                                                                            | 0.60 m/0.10 m      | 0.5 T   | Teaching                                                             |                                           |
| TJ-II                                                        | Opérationnel      | 1991-            | 1997-     | flexible Heliac                       | Madrid     | National Fusion Laboratory, Centro de Investigaciones Energéticas, Medioambientales y Tecnológicas | 1.5 m/0.28 m       | 1.2 T   | Study plasma in flexible configuration                               | CAD drawing of TJ-II                      |
| LHD (Large Helical Device)                                   | Opérationnel      | 1990-1998        | 1998-     | Heliotron                             | Toki       | National Institute for Fusion Science                                                              | 3.5 m/0.6 m        | 3 T     | Determine feasibility of a stellarator fusion reactor                | LHD cross section                         |
| HSX (Helically Symmetric Experiment)                         | Opérationnel      |                  | 1999-     | Modular, quasi-helically symmetric    | Madison    | Université du Wisconsin–Madison                                                                    | 1.2 m/0.15 m       | 1 T     | Investigate plasma transport                                         | HSX with clearly visible non-planar coils |
| Heliotron J                                                  | Opérationnel      |                  | 2000-     | Heliotron                             | Kyoto      | Institute of Advanced Energy                                                                       | 1.2 m/0.1 m        | 1.5 T   | Study helical-axis heliotron configuration                           |                                           |
| Columbia Non-neutral Torus (CNT)                             | Opérationnel      | ?                | 2004-     | Circular interlocked coils            | New York   | Université Columbia                                                                                | 0.3 m/0.1 m        | 0.2 T   | Study of non-neutral plasmas                                         |                                           |
| Uragan-2(M)                                                  | Opérationnel      | 1988-2006        | 2006-     | Heliotron, Torsatron                  | / Kharkov  | Institut national de physique et de technologie de Kharkiv                                         | 1.7 m/0.24 m       | 2.4 T   | ?                                                                    |                                           |
| Quasi-poloidal stellarator (QPS),                            | Transformé        | 2001-2007        | -         | Modular                               | Oak Ridge  | Laboratoire national d'Oak Ridge                                                                   | 0.9 m/0.33 m       | 1.0 T   | Stellarator research                                                 | Engineering drawing of the QPS            |
| NCSX (National Compact Stellarator Experiment)               | Transformé        | 2004-2008        | -         | Helias                                | Princeton  | Laboratoire de physique des plasmas de Princeton                                                   | 1.4 m/0.32 m       | 1.7 T   | High-β stability                                                     | CAD drawing of NCSX                       |
| Compact Toroidal Hybrid (CTH)                                | Opérationnel      | ?                | 2007?-    | Torsatron                             | Auburn     | Université d'Auburn                                                                                | 0.75 m/0.2 m       | 0.7 T   | Hybrid stellarator/tokamak                                           | CTH                                       |
| HIDRA (Hybrid Illinois Device for Research and Applications) | Opérationnel      | 2013-2014 (WEGA) | 2014-     | ?                                     | Urbana     | Université de l'Illinois                                                                           | 0.72 m/0.19 m      | 0.5 T   | Stellarator and tokamak in one device                                | HIDRA after its reasemmbly in Illinois    |
| UST_2                                                        | Opérationnel      | 2013             | 2014-     | modular three period quasi-isodynamic | Madrid     | Université Charles-III de Madrid                                                                   | 0.29 m/0.04 m      | 0.089 T | 3D-printed stellarator                                               | UST_2 design concept                      |
| Wendelstein 7-X                                              | Opérationnel      | 1996-2015        | 2015-     | Helias                                | Greifswald | Institut Max-Planck de physique des plasmas                                                        | 5.5 m/0.53 m       | 3 T     | Steady-state plasma in fully optimized stellarator                   | Schematic diagram of Wendelstein 7-X      |
| SCR-1 (Stellarator of Costa Rica)                            | Opérationnel      | 2011-2015        | 2016-     | Modular                               | Cartago    | Institut technologique du Costa Rica                                                               | 0.14 m/0.042 m     | 0.044 T |                                                                      | SCR-1 vacuum vessel drawing               |

### Miroir magnétique
- Baseball I / Baseball II Lawrence Livermore National Laboratory, Livermore CA.
- TMX, TMX-U Lawrence Livermore National Laboratory, Livermore CA.
- Laboratoire national MFTF Lawrence Livermore, Livermore CA.
- Gas Dynamic Trap au Budker Institute of Nuclear Physics, Akademgorodok, Russie.

### Toroïdal striction axiale (Z-pinch) inversé
| Nom                                            | Statut       | Service   | Lieu       | Organisation                                                          | Image  |
| ---------------------------------------------- | ------------ | --------- | ---------- | --------------------------------------------------------------------- | ------ |
| Maybeatron                                     | Arrêt        | 1953-1961 | Los Alamos | Laboratoire national de Los Alamos                                    |        |
| ZETA (en) (Zero Energy Thermonuclear Assembly) | Arrêt        | 1957-1968 | Harwell    | Établissement de recherche atomique d'Harwell                         |        |
| ETA-BETA II                                    | Arrêt        |           | Padoue     | Consorzio RFX (it)                                                    |        |
| RFX (expérience en champ inversé)              | Arrêt        | 1979-1989 | Padoue     | Consorzio RFX (it)                                                    |        |
| MST (Madison Symmetric Torus (en))             |              |           | Madison    | Université du Wisconsin–Madison                                       |        |
| T2R                                            | Opérationnel | 1994-     | Stockholm  | Institut royal de technologie                                         |        |
| TPE-RX                                         | Opérationnel | 1998-     | Tsukuba    | Institut national des sciences et technologies industrielles avancées |        |
| KTX (Keda Torus eXperiment)                    | Opérationnel | 2015-     | Hefei      | Université de sciences et technologie de Chine                        | [ 58 ] |

### Spheromak
- Sustained Spheromak Physics Experiment (en)

### Reversed Configuration champ (FRC)
- C-2 Tri Alpha Energy
- C-2U Tri Alpha Energy
- C-2W TAE Technologies
- LSX Université de Washington
- IPA Université de Washington
- HF Université de Washington
- IPA- HF Université de Washington

## Confinement inertiel

### Piloté par laser
| Nom                              | Statut       | Construc. | Service   | Type             | Lieu       | Organisation                                                          | Image |
| -------------------------------- | ------------ | --------- | --------- | ---------------- | ---------- | --------------------------------------------------------------------- | ----- |
| Laser 4 pi                       | Arrêt        | 196?      |           | Semi-conducteurs | Livermore  | Laboratoire national Lawrence Livermore                               |       |
| Long path laser                  | Arrêt        | 1972      |           | Semi-conducteurs | Livermore  | Laboratoire national Lawrence Livermore                               |       |
| Single Beam System               | Arrêt        |           |           | Gaz (CO2)        | Los Alamos | Laboratoire national de Los Alamos                                    |       |
| Gemini laser                     | Arrêt        |           |           | Gaz (CO2)        | Los Alamos | Laboratoire national de Los Alamos                                    |       |
| Janus laser (en)                 | Arrêt        | 1975      |           | Semi-conducteurs | Livermore  | Laboratoire national Lawrence Livermore                               |       |
| Cyclops laser (en)               | Arrêt        | 1975      |           | Semi-conducteurs | Livermore  | Laboratoire national Lawrence Livermore                               |       |
| Argus laser (en)                 | Arrêt        | 1976      |           | Semi-conducteurs | Livermore  | Laboratoire national Lawrence Livermore                               |       |
| Vulcan laser (en)                | Opérationnel |           | 1977-     | Semi-conducteurs | Didcot     | Laboratoire Rutherford Appleton                                       |       |
| Shiva laser (en)                 | Arrêt        | 1977      |           | Semi-conducteurs | Livermore  | Laboratoire national Lawrence Livermore                               |       |
| Helios laser                     | Arrêt        |           | 1978      | Gaz (CO2)        | Los Alamos | Laboratoire national de Los Alamos                                    |       |
| Sprite laser                     | Arrêt        |           | ?-1995    | Gaz (KrF)        | Didcot     | Laboratoire Rutherford Appleton                                       |       |
| OMEGA laser (en)                 | Arrêt        | 1980      |           | Semi-conducteurs | Rochester  | Université de Rochester                                               |       |
| ISKRA-4                          | Opérationnel | -1979     |           | Semi-conducteurs | Sarov      | Institut panrusse de recherche scientifique en physique expérimentale |       |
| GEKKO XII (en)                   | Opérationnel |           | 1983-     | Semi-conducteurs | Osaka      | Institute for Laser Engineering                                       |       |
| Antares laser                    | Arrêt        |           | 1984      | Gaz (CO2)        | Los Alamos | Laboratoire national de Los Alamos                                    |       |
| Pharos                           | Opérationnel | 198?      |           | Gaz (KrF)        | Washington | Naval Research Laboratory                                             |       |
| Nova laser (en)                  | Arrêt        |           | 1984-1999 | Semi-conducteurs | Livermore  | Laboratoire national Lawrence Livermore                               |       |
| ISKRA-5                          | Opérationnel | -1989     |           | Semi-conducteurs | Sarov      | Institut panrusse de recherche scientifique en physique expérimentale |       |
| Aurora laser                     | Arrêt        |           | 1990      | Gaz (KrF)        | Los Alamos | Laboratoire national de Los Alamos                                    |       |
| Trident laser (en)               | Opérationnel | 198?      | 199?-2020 | Semi-conducteurs | Los Alamos | Laboratoire national de Los Alamos                                    |       |
| OMEGA EL Laser                   | Opérationnel | -1995     | 1995-     | Semi-conducteurs | Rochester  | Université de Rochester                                               |       |
| Pharos                           | Opérationnel |           |           | Semi-conducteurs | Washington | Naval Research Laboratory                                             |       |
| National Ignition Facility       | Opérationnel | 1997-2009 | 2010      | Semi-conducteurs | Livermore  | Lawrence Livermore National Laboratory                                |       |
| Laser Mégajoule                  | Opérationnel | -2009     | 2014-     | Semi-conducteurs | Le Barp    | Commissariat à l'Énergie Atomique                                     |       |
| PALS (Asterix Laser System (en)) | Opérationnel |           |           | Gaz (I)          | Prague     |                                                                       |       |
| ISKRA-6                          | Prévu        |           |           | Semi-conducteurs | Sarov      | Institut panrusse de recherche scientifique en physique expérimentale |       |

### Striction axiale (Z-Pinch)
- ZETA (fusion reactor) (en), Harwell, Royaume-Uni
- Z machine, Laboratoires Sandia, États-Unis
- ZEBRA, Université du Nevada à Reno, États-Unis
- Saturne, Laboratoires Sandia, États-Unis
- MAGPIE (en), Imperial College de Londres, Royaume-Uni
- COBRA, Université Cornell, États-Unis
- PULSOTRON